# Ринглебен (Артерн)
Ринглебен (њем. Ringleben) општина је у њемачкој савезној држави Тирингија. Једно је од 50 општинских средишта округа Кифхојзер. Према процјени из 2010. у општини је живјело 998 становника. Посједује регионалну шифру (AGS) 16065057.

## Географски и демографски подаци
Ринглебен се налази у савезној држави Тирингија у округу Кифхојзер. Општина се налази на надморској висини од 125 метара. Површина општине износи 15,0 km². У самом мјесту је, према процјени из 2010. године, живјело 998 становника. Просјечна густина становништва износи 66 становника/km².

## Међународна сарадња
| Мјесто | Држава    | Врста сарадње | Од    |
| ------ | --------- | ------------- | ----- |
|        | Словачка  | партнерство   | 1992. |
|        | Француска | партнерство   | 1996. |
| Извор  |           |               |       |